# قصبة طرفاية
قصبة طرفاية هي قصبةٌ تاريخيَّةٌ بناها الإنجليزُ في سبعينيَّاتِ القرنِ التَّاسعِ عشر بمدينةِ طرفاية؛ حيثُ استُعملت في قَضَاءِ أغراضٍ تجاريَّةٍ وعسكريَّةٍ زمنيْ الاستعماريّنْ الإنجليزيِّ والإسبانيِّ.

## تاريخ

### الفترة البريطانيَّة
في عامِ 1876 غادرَ المهندسُ التَّاجِرُ دُونَالد ماكنزي ميناء ليفربول صوبَ رأس جوبي بمدينة طرفاية، مرفوقًا بموارد تجاريَّة وعمال مساعدونَ، في سبيلِ إحداثِ مركزٍ تجاريٍّ، وهذا ما حقَّقَهُ عامَ 1879 عقب اتِّفاقهِ مع الشِّيخِ محمَّد بن بَيّْرُوكْ التَّكَنِيِّ -أحد أعيان المنطقة- الَّذي باع له أرضا تبلغ ثلاث كيلومتراتٍ على اثنيْ عشرٍ بطرفاية، لتوسيعِ نشاطهِ التِّجَاريِّ، بدعمٍ من الحكومتينِ الإسبانية -الَّتِي مولَّتهُ بالعُمَّال والحجارة- والبريطانيَّةِ -الَّتِي مولَّتهُ بالحديد والخشب-. 

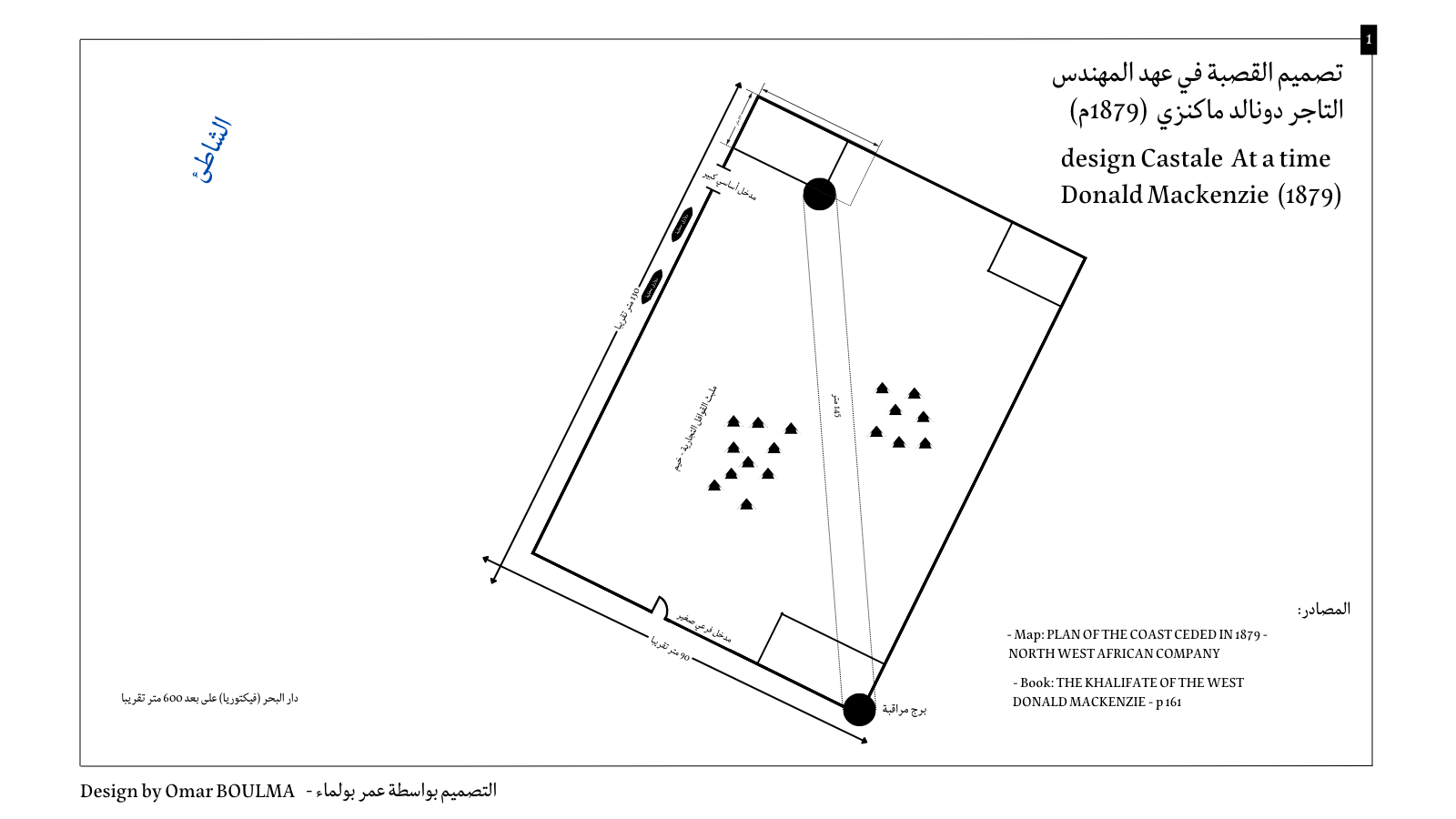
تصميم قصبة طرفاية في عهد المهندس التاجر دونالد ماكنزي (1879م) خلال الفترة البريطانية

إذ فلح ماكنزي في استقطاب الآلاف من القوافل التجارية حتى ذاع صيته بالمنطقة، وساقهُ ذلك إلى التطلع في عقد اتفاق تجاري مع أمير أدرار سيدي أحمد ولد أحمد عيدة. وبعدما بلغت تحركاته بجنوب الإيالة الشريفة مسامع السُّلطان مولاي الحسن الأوّل دون أي ترخيص أو إذن مسب حيث استشاط السُلطان غضبا عَلَى الاستقرار البريطاني فِي سواحل بلاده الجنوبيَّة. فاستدعى وزير بريطانيا بطنجة جون هاي دريموند هاين، وأبلغه احتجاجه الشديد عَلَى بناء ماكينزي لمركز تجاري فِي ساحل طَرْفَايَة دون إذن أو ترخيص منه. وإِذَا كَانَ جون هاي دريموند هاين قد اعترض فِي أوّل الأمر عَلَى مشروع ماكينزي، فإنه تراجع عَن موقفه واعتبر ساحل طَرْفَايَة لَا يخضع لسلطة السُلطان، فبعث برسالة إِلَى السُلطان قَال فيها:«... ليس مِن حق الحكومة المغربيَّة التدخل فِي شؤون الأوربيين الَّذِين ينزلون فِي المناطق اَلْوَاقِعَة فِي جنوب وادي نون...»  فازداد غضب السُلطان، واعتبر التبريرات التي قدمها هاي لَا أساس لها مِن الصحة وبعث رسالة إِلَى نائبه بطنجة محمد بركاش قَال فيها:«وقد تكلمنا مَعَ باشدورهم حيثُ كَانَ بحضرتنا العالية باللهُ فِي شأن ما ذكر، والمحل الَّذِي  نزل به، فادعى أنَّ ذلك العمل خارج عن آلياتنا، فلم نقبل منه ذلك ورددناه عليه... ومن جملته الاسترعاء على نزول المذكور هُناك بغير إذننا وتصرفه مَعَ قَبَائِلُ  إيالتنا افتيانا وجعل الدرك عليه فِي كل ما بينا عن نزوله...»

### الفترة الإسبانيَّة

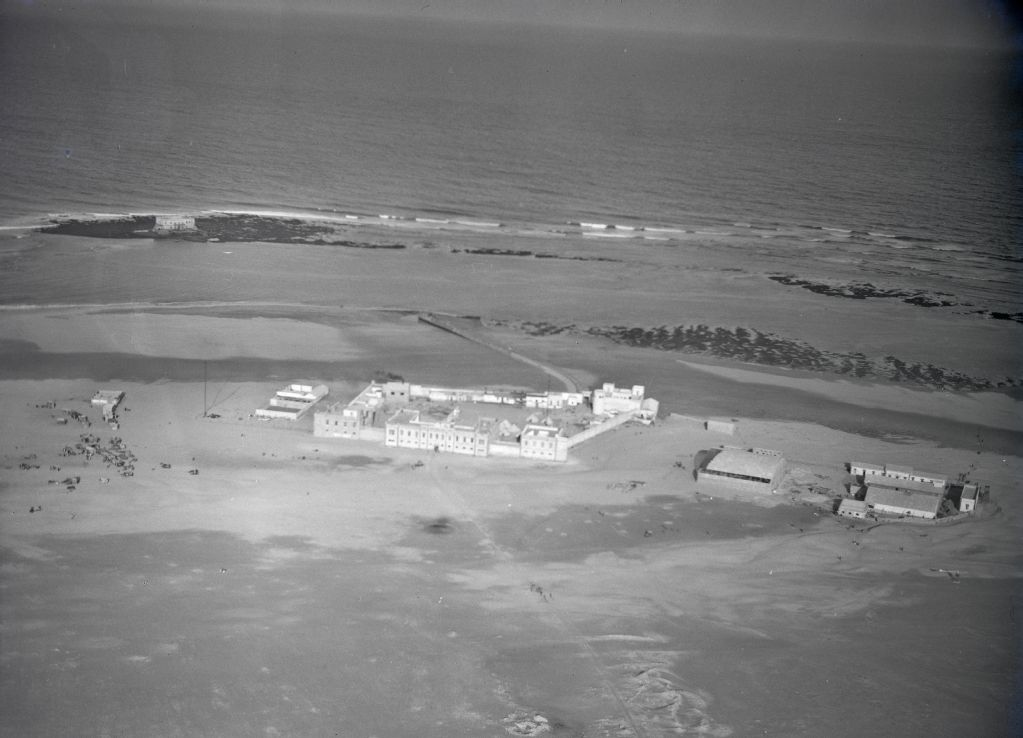
صورة جويَّة لقصبة طرفاية في عشرينيات القرن العشرين.

بعدَ فترةٍ وجيزةٍ من احتلالِ مدينةِ طرفاية سنة 1916، بدأ القائد الإسباني فرانسيسكو بنس (بالإنجليزية: Francisco Bens)‏ -بمعيةِ مهندسيهِ- في تحسينِ وترميمِ قصبةِ طرفاية على مستوى الأعمدةِ الواهنة، والأسوارِ لملاءمةِ الأسلحةِ الدفاعيةِ الإسبانيةِ، غير أن مناخ المدينة والحسابات المعماريَّةَ دفعتهُ إلى تقليصِ حجمِ القصبةِ ليكونَ السُّورَ الغربيَّ مُعوجًّا عن موضعهِ الأصليِّ مع الحفاظِ على شكلهِ الدفاعي الأصلي، فتم بعد ذلك بناء وإحداث ثكنات عسكرية، ومرافق صحية، وإدارية، ومراكز الاتصال، ومبان سكنية للموظفين والجنود، وصهريجا خرسانيا دائريا لتخزين الماء؛ وفقا لتوصيات المهندسين الإسبان. بعدما عرفت فيلا بينس (طرفاية) وجودا بشريا مستفيضا، بدأ مهندسو المستعمر في تأهيل محيط القصبة، عبر تسطيح الأرض ونقض الكثبان الرملية والحجارة الكبيرة، تمهيدا لبناء منشآت سكنية وترفيهية وعسكرية ودينية، تجلت في إحداث سينما -أول سينما في الصحراء-، وشريطا سكنيا مطلا على الشاطئ -شارع الحسن الأول حاليا- تجلت فيه بعض الخصائص الأندلسية مثل العقود المدببة والعرائس أو الشرفات، تضمن أيضا مكتب البريد الجوي الفرنسي، ومن هنا بدت تبرز ملامح تمدين طرفاية خاصة بعد وفود عائلات الموظفين الإسبان. بجانب إحداث كنيسة كاثلوكية تجلت فيها أيضا بعض الخصائص الأندلسية مثل البلاط الأندلسي (الزليج)، والأبواب المقوسة المشرّطة، وهذا ليس مستبعدا؛ لأن الوارد في كتب التاريخ أن الكنائس الأوروبية كانت متأثرة بالعمارة الأندلسية.لم تقتصر التعديلات الإسبانية على ما خلّفه المستعمر السابق على البر، بل شملت المركز التجاري -ميناؤ فيكتوري، كسمار- المبني فوق الشعاب المرجانية المسماة -موزكينا-؛ إذ تم تأهيل الدّعامات الخلفية -المسخرة لكسر الأمواج- والطابق السفلي، وتم تمرميم الواجهة الأمامية وكل ما يدعو إلى ذلك، ليتم إعمار المركز. فكانت التجارة الإسبانية بطرفاية تقتضي وسيلة لنقل السلع من وإلى القصبة والمركز، فتم إحداث رصيف بحري يبلغ طوله حوالي 230 متر يمتد من مخزن القصبة إلى منتهى البر، يتوسطه سكة حديدية لتسهيل عملية النقل التي كانت تتم عبر عربات صغيرة نحو الزوارق التقليدية المتوسطة، فتوجد عدة صور فوتوغرافية توثق هاته العميلة.

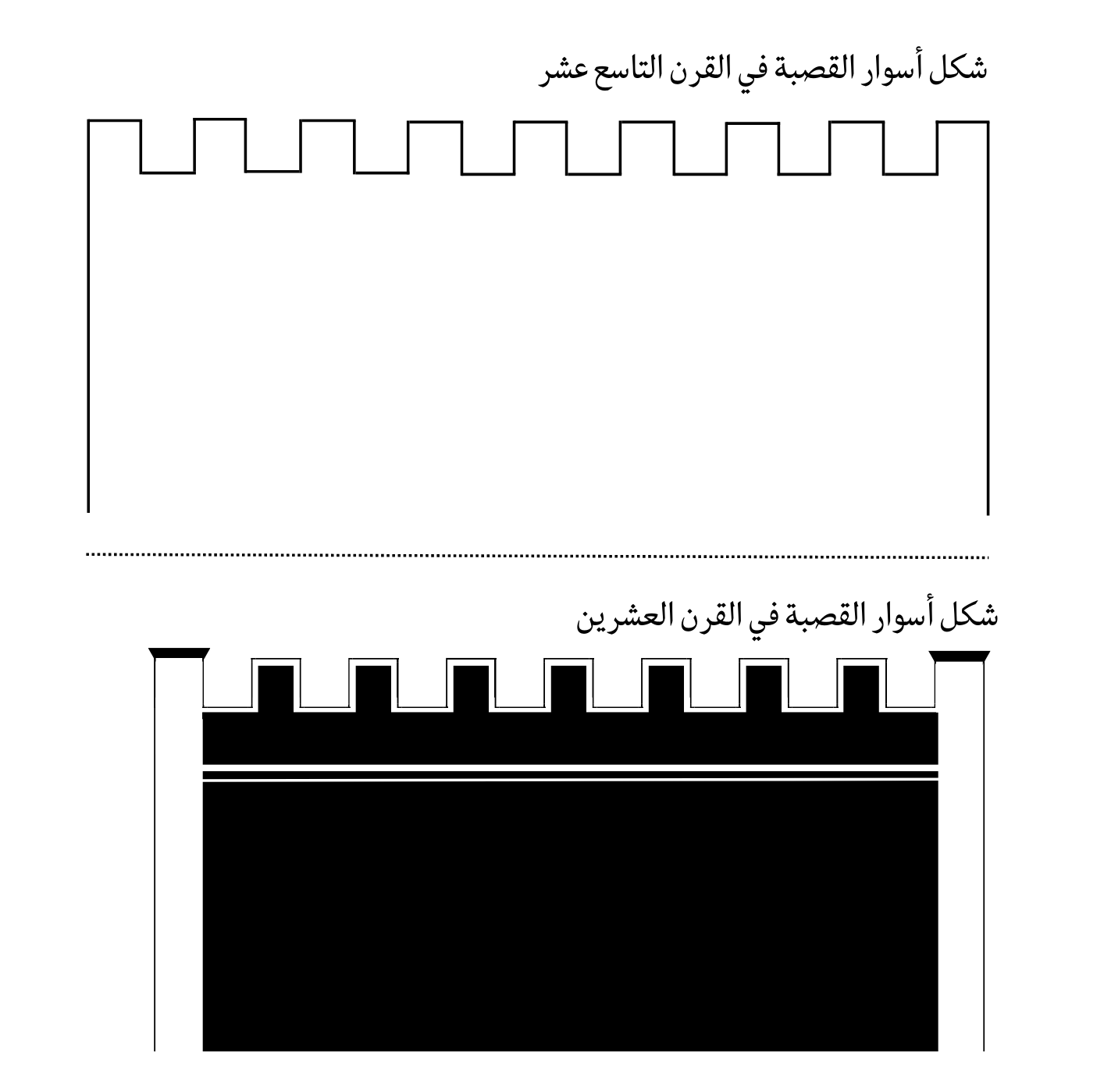
أسوار قصبة طرفاية ما بين القرنين التاسع عشر والعشرين.

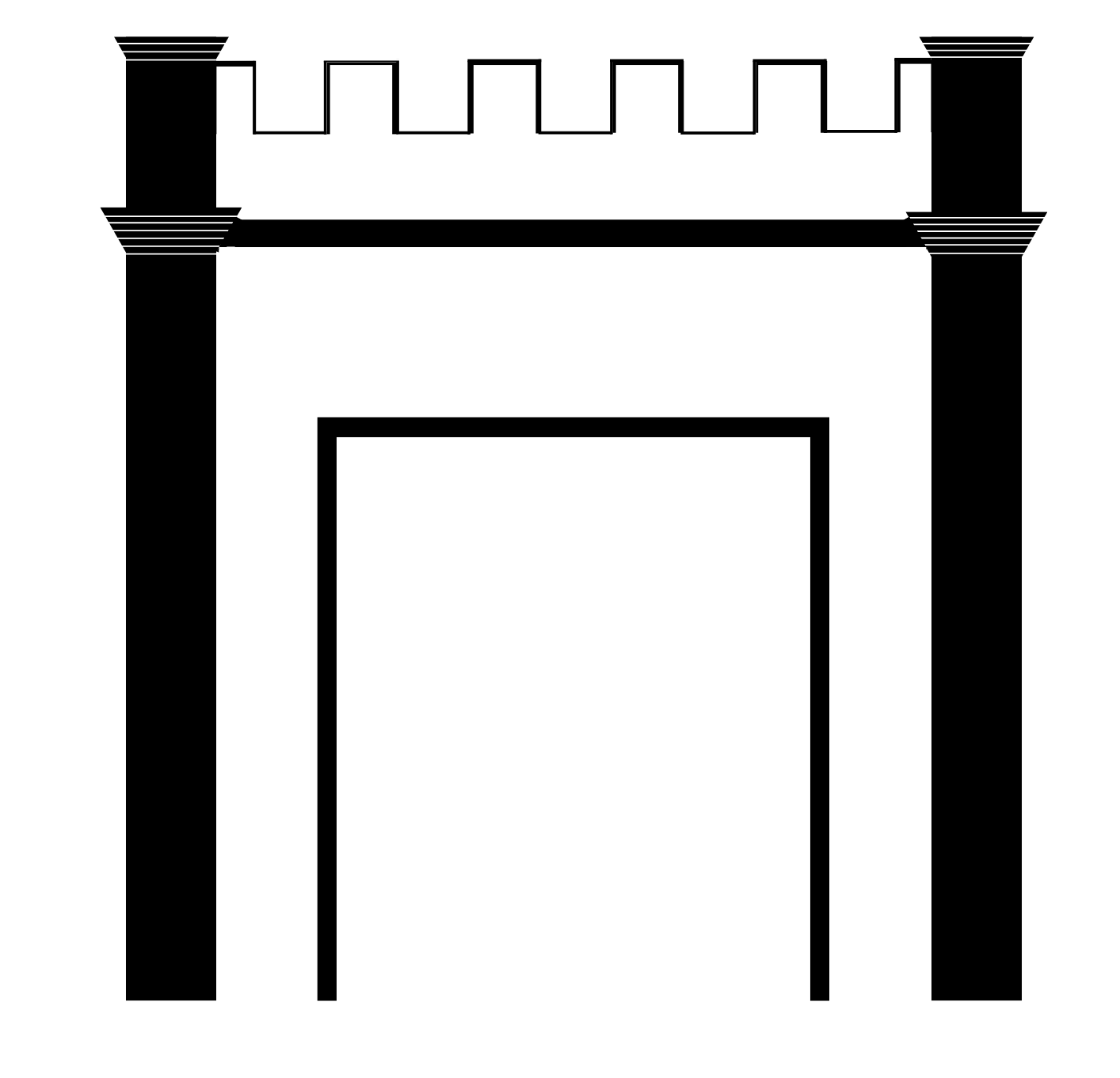
تصميم مدخل قصبة طرفاية بعد تعديلات الإسبان.

## أنظر أيضا
- الحسن الأول
- طرفاية
- زاوية طرفاية
- فرانسيسكو بنس
- الحماية الإسبانية على المغرب